# Bezirksklasse Magdeburg-Anhalt
Die Bezirksklasse Magdeburg-Anhalt (später auch 1. Klasse Magdeburg-Anhalt) war eine von drei zweitklassigen Fußball Ligen im Sportgau Mitte (VI) in der Zeit des Nationalsozialismus. Sie diente neben der Bezirksklasse Halle-Merseburg und der Bezirksklasse Thüringen als Unterbau der Gauliga Mitte und existierte von 1933 bis 1943 über 10 absolvierte Saison-Serien.
[* ab Saison 1940/41: 1. Klasse Magdeburg-Anhalt]

## Geschichte
Nach der durch die Gleichschaltung bedingten Auflösung des Verbandes Mitteldeutscher Ballspiel-Vereine, wurden 1933 die Vereine aus den (nicht-sächsischen) mitteldeutschen Verbands-Gauen, in den neugeschaffenen Gau VI / = Mitte eingeordnet. Aus der Gauliga Mittelelbe erhielten z. B. die drei bestplatzierten Vereine der Spielzeit 1932/33 einen Platz in der erstklassigen Gauliga Mitte 1933/34. Die Vereine auf den weiteren Plätzen 4–7 erhielten einen direkten Startplatz für die neue Bezirksklasse. Die Vereine auf den Plätzen 8–10 stiegen in vier bestehende Kreisklassen und somit die formal existierende Drittklassigkeit ab. Dazu kamen nach ähnlichen Auswahlkriterien qualifiziert, vier Vereine aus der Gauliga Anhalt, zwei aus der Gauliga Harz, einer aus der Gauliga Altmark sowie von Verbands-Seite vorab entschieden, ein Vertreter der Oberliga Südhannover-Braunschweig.
Somit startete die neue Bezirksklasse Magdeburg-Anhalt mit 12 teilnehmenden Mannschaften. Unter der Bezirksklasse waren vier Kreisklassen der (1. Kreisklasse) angeordnet: (Kreis I = Altmark / Kreis II = Magdeburg / Kreis III = Harz / Kreis IV = Anhalt) Der Titelträger der Bezirksklasse qualifizierte sich für die Aufstiegsrunde zur Gauliga Mitte, indem mit den Titelträgern der zwei weiteren Bezirksklassen die (meistens) zwei Aufsteiger zur Gauliga ausgespielt wurden. Mit Saisonbeginn 1939/40, der ersten sogenannten „1. Kriegsmeisterschaft“, konnte dann die Bezirksklasse Magdeburg-Anhalt den Spielbetrieb kriegsbedingt nur noch mit sieben Mannschaften aufrechterhalten.
Es war für einige Vereine schlichtweg unmöglich, weiterhin konkurrenzfähige Aufgebote zu stellen. Das betraf die Vereine der Kreise Altmark & Harz ganz besonders, die ihre Vorzeige-Vertreter aus Stendal, Halberstadt und Wernigerode aus diesem Grund zurückziehen mussten. Mit Beginn der Saison 1940/41 wurde die Spielklasse dann offiziell in:
1. Klasse Magdeburg-Anhalt umbenannt und auf acht Vereine aufgestockt. Ein Jahr später spielte man zu zehnt. In der letzten Austragung umfasste die Klasse elf Vereine. Im Sommer 1943 wurden die 1. Klassen im Gau, dann reformstrukturell wieder aufgelöst. Die zweite Ligastufe bildeten unn die Kreise wie schon in den Jahren von 1920 bis 1923. (damals: Kreisliga - jetzt: Kreisklasse)

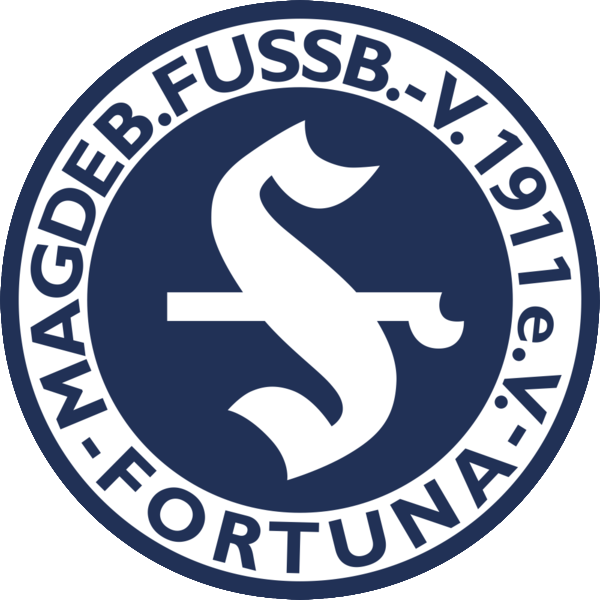
FV Fortuna Magdeburg Rekord-Bezirksmeister MD-Anhalt: 1938-40-42

In den 10 Jahren des Bestehens der Spielklasse konnten sich die Meister der Bezirksklasse Magdeburg-Anhalt insgesamt fünfmal in der jeweiligen Aufstiegsrunde zur Gauliga Mitte durchsetzen. Der FV Fortuna Magdeburg konnte die Bezirksklassen-Meisterschaft 3 × erringen, schaffte es dabei aber nur 1 ×, den Aufstieg in die Gauliga zu realisieren.

## Spielzeiten der Bezirksklasse Magdeburg-Anhalt 1934–1943
| Saison  | Sieger Bezirksklasse Magdeburg-Anhalt | Abschneiden Aufstiegsrunde |
| ------- | ------------------------------------- | -------------------------- |
| 1933/34 | FuCC Cricket-Viktoria 1897            | Erster                     |
| 1934/35 | SV Dessau 05                          | Erster                     |
| 1935/36 | FC Viktoria Stendal                   | Dritter                    |
| 1936/37 | Saxonia 07 Tangermünde                | Dritter                    |
| 1937/38 | FV Fortuna Magdeburg                  | Zweiter                    |
| 1938/39 | FC Preußen Burg                       | Dritter                    |
| 1939/40 | FV Fortuna Magdeburg                  | Dritter                    |
| 1940/41 | Dessauer SV 98                        | Zweiter                    |
| 1941/42 | FV Fortuna Magdeburg                  | Dritter                    |
| 1942/43 | FC Preußen Burg                       | Zweiter                    |

Die 15 Kreisklassen-Kreise und ihre Zuordnung auf die 3 Bezirksklassen der Gauliga Mitte ab 1936/37, (in Klammern: 1934–1936)
1. Magdeburg-Anhalt [4] = ( 1.) Altmark ( 2.) Magdeburg ( 3.) Harz ( 4.) Anhalt
2. Halle-Merseburg    [5] = ( 1.) Kyffhäuser ( 2.) Rudelsburg (in neuer Form erschaffen / Kreis Saale-Elster wurde aufgelöst) ( 3.) Jahn  (Saale)
( 4.) Kursachsen (Mulde) ( 5.) Elbe-Elster
3. Erfurt-Thüringen    [6] = ( 1.) Wartburg ( 2.) Hennegau (Westthüringen) ( 3.) Erfurt (Nordthüringen) ( 4.) Weimar (Ostthüringen)
 ( 5.) Südthüringen ( 6.) Osterland
Die Kreismeister, (oder ihre Vertreter), aller 15 Kreise der Gauliga Mitte 1933 – 1943 – So spielten sie den Aufstieg in die jeweiligen Bezirksklassen aus.
| Jahr    | AM             | MD               | HZ              | AN          | KH                | SE / RB          | SA / JN        | ML / KS       | EE            | WB         | WT / HG            | NT / EF                         | OT / WR                | ST                     | OL                    |
| ------- | -------------- | ---------------- | --------------- | ----------- | ----------------- | ---------------- | -------------- | ------------- | ------------- | ---------- | ------------------ | ------------------------------- | ---------------------- | ---------------------- | --------------------- |
| 1933/34 | Tangermünde S. | SC 1900          | Thale           | Bernburg W. | Oberröblingen     | Zeitz            | Ammendorf      | Zscherndorf   | Mühlberg      | Mühlhausen | Schmalkalden       | Erfurt Sportring                | Apolda VfB             | Sonneberg 04           | Altenburg             |
| 1934/35 | Gardelegen     | Burg P.          | Aschersleben A. | Köthen 02   | Dingelstädt       | Naundorf         | Schkeuditz     | Delitzsch     | Mückenberg    | Eisenach   | Barchfeld          | Sömmerda                        | Apolda VfB             | Neuhaus-Igelshieb      | Gera C.               |
| 1935/36 | Tangermünde F. | Schönebeck VfB   | Thale           | Mildensee   | Salza             | Teuchern         | Merseburg VfL  | Zscherndorf   | Hohenleipisch | Gotha A.   | Zella-Mehlis Union | Stadtilm                        | Apolda SC              | Neuhaus-Igelshieb      | Altenburg             |
| 1936/37 | Salzwedel      | SC 1900          | Thale           | Bernburg W. | Nordhausen W.     | Taucha           | Halle B.       | Holzweißig    | Hohenleipisch | Eisenach   | Barchfeld          | Stadtilm                        | Pößneck                | Mengersgereuth-Hämmern | Rositz                |
| 1937/38 | Stendal BuTC   | Staßfurt         | Wernigerode     | Bernburg 07 | Dingelstädt       | Taucha           | Leuna          | Piesteritz    | Hohenleipisch | Mühlhausen | Breitungen         | Stadtilm                        | Weimar MvR             | S.-Neuhaus             | Gera SV               |
| 1938/39 | Klötze         | Ottersleben Gr.  | Aschersleben A. | Bernburg 07 | Nordhausen W.     | TuRV Weißenfels  | Wansleben      | Greppin       | Hohenleipisch | Ruhla      | SV Suhl            | Stadtilm                        | Kahla                  | Neustadt-Igelshieb     | Neustadt/Orla         |
| 1939/40 | Stendal V      | Neustadt-V. 1860 | Oschersleben    | Dessau 98   | Salza             | Hohenmölsen      | Merseburg P.   | Sandersdorf   | Mockrehna     | Mühlhausen | Suhl SpVgg         | Ilmenau                         | Saalfeld               | S.-Neuhaus             | Greiz                 |
| 1940/41 | Stendal V.     | Burg P.          | Thale           | Bernburg 07 | Nordhausen LSV    | Weißenfels S.-G. | Bad Dürrenberg | Sandersdorf   | nb            | Tiefenort  | Zella-Mehlis 06    | Ilmenau / Arnstadt / Erfurt VfB | Weimar N. / Jena 03 II | Heinersdorf            | Gera W. / Rositz / nb |
| 1941/42 | Stendal V.     | SC 1900          | Aschersleben SV | Köthen G.   | Sondershausen MSV | nb               | nb             | Wittenberg 07 | Torgau        | Gotha LSV  | Zella-Mehlis Union | Erfurt LSV Arnstadt             | Rudolstadt / Jena S.   | Sonneberg LSV          | nb                    |
| 1942/43 | nb             | nb               | nb              | nb          | nb                | nb               | nb             | nb            | nb            | nb         | nb                 | nb                              | nb                     | nb                     | nb                    |

Farbig unterlegt = Aufsteiger // Kleine Kreis-Reform + Kreis-Namen-Wechsel, ( 6 von 15 ), ab Saison 1936/37 und 1940/41

1933/34 Halle-Merseburg: Drei Aufsteiger, weil die SF Halle in Gauliga aufstiegen und 1938/39 nur ein Aufsteiger, weil W. Nordhausen verzichtete. // 1939/40 und 1941/42 Erfurt-Thüringen: alle stiegen direkt ohne Relegationsrunde auf

1933/34 Halle-Merseburg: Für W. Mühlberg wurde für die nächste Saison das Reiterregiment/Sportgruppe Torgau als Ersatz-Aufsteiger nachnominiert.

1939/40 Magdeburg-Anhalt sowie Thüringen, [ DFB-/Gauliga Mitte-Beschluss ]: Die jeweiligen Kreismeister wurden während den 1. Kriegsmeisterschaften aus kriegsmangelbedingten, geographischen und infrastrukturellen Gründen von den jeweiligen Aufstiegsrunde ausgeschlossen. (beige unterlegt)

Ab 1942/43 wurde der Kreis Kyffhäuser, (und deshalb der Kreismeister 1941/42 MSV Sondershausen), sportstrukturell dem Bezirk Thüringen zugeordnet.

Durchgestrichen = Staffelmeister, aber ohne sich anschließenden Aufstieg.

[ Fehlendes wird ergänzt ]